# Rokantiškės (Šatrininkai)
Rokantiškės ist ein Dorf in der Rajongemeinde Vilnius. Durch den Ort führt die Nationalstraße 101.

## Geschichte
Der ursprünglich westliche Teil des Ortes wurde abgetrennt und in die Stadt Vilnius integriert.

## Militärstützpunkt
Am 22. August 2022 begannen die Bauarbeiten für einen neuen Stützpunkt in Rokantiškės.
Das Projekt umfasst einen Militärstützpunkt mit permanenten Unterkünften für Soldaten, medizinischen Gebäuden, Freizeit- und Sportkomplexen, militärischen Trainingsräumen und Garagen für Militärfahrzeuge. Dieser soll das Hauptquartier des Mechanisierten Infanteriebataillons Fürst Vaidotas werden.
Am 5. Februar 2024 wurde die Einrichtung offiziell von Arvydas Anušauskas und Ingrida Šimonytė, dem damaligen Verteidigungsminister und der damaligen Premierministerin, eröffnet.
Im Rahmen der Stationierung der Panzerbrigade 45 der Bundeswehr sollen übergangsweise die militärischen Liegenschaften in Rokantiškės und Nemenčinė genutzt werden.

## Bevölkerungsentwicklung
| Jahr      | 1931 | 1959 | 1970 | 1979 | 1989 | 2001 | 2011 | 2021 |
| --------- | ---- | ---- | ---- | ---- | ---- | ---- | ---- | ---- |
| Einwohner | 142  | 273  | 310  | 313  | 219  | 15   | 13   | 25   |